# Henri de La Mothe-Houdancourt

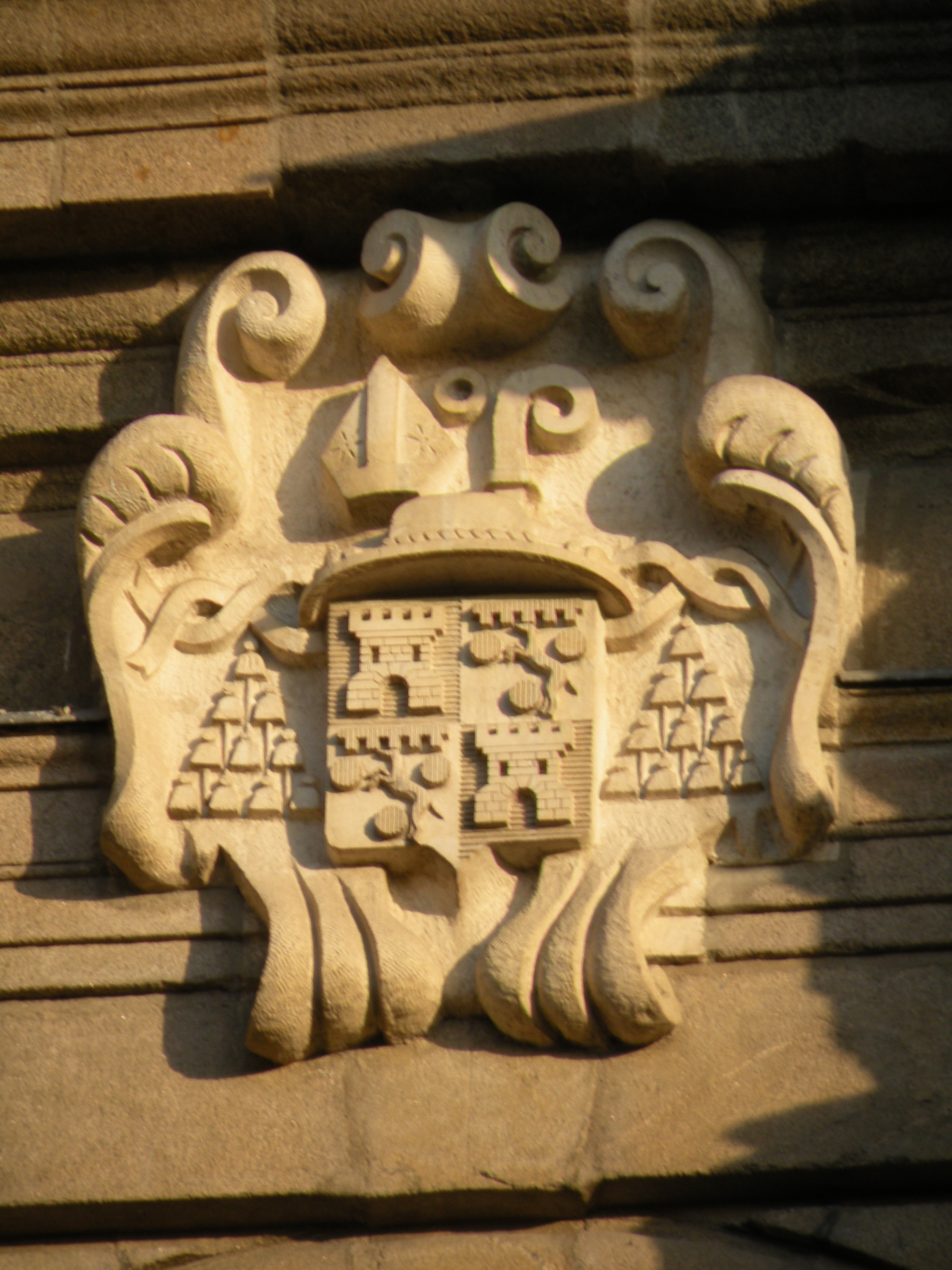
Wapenschild op de kathedraal van Rennes

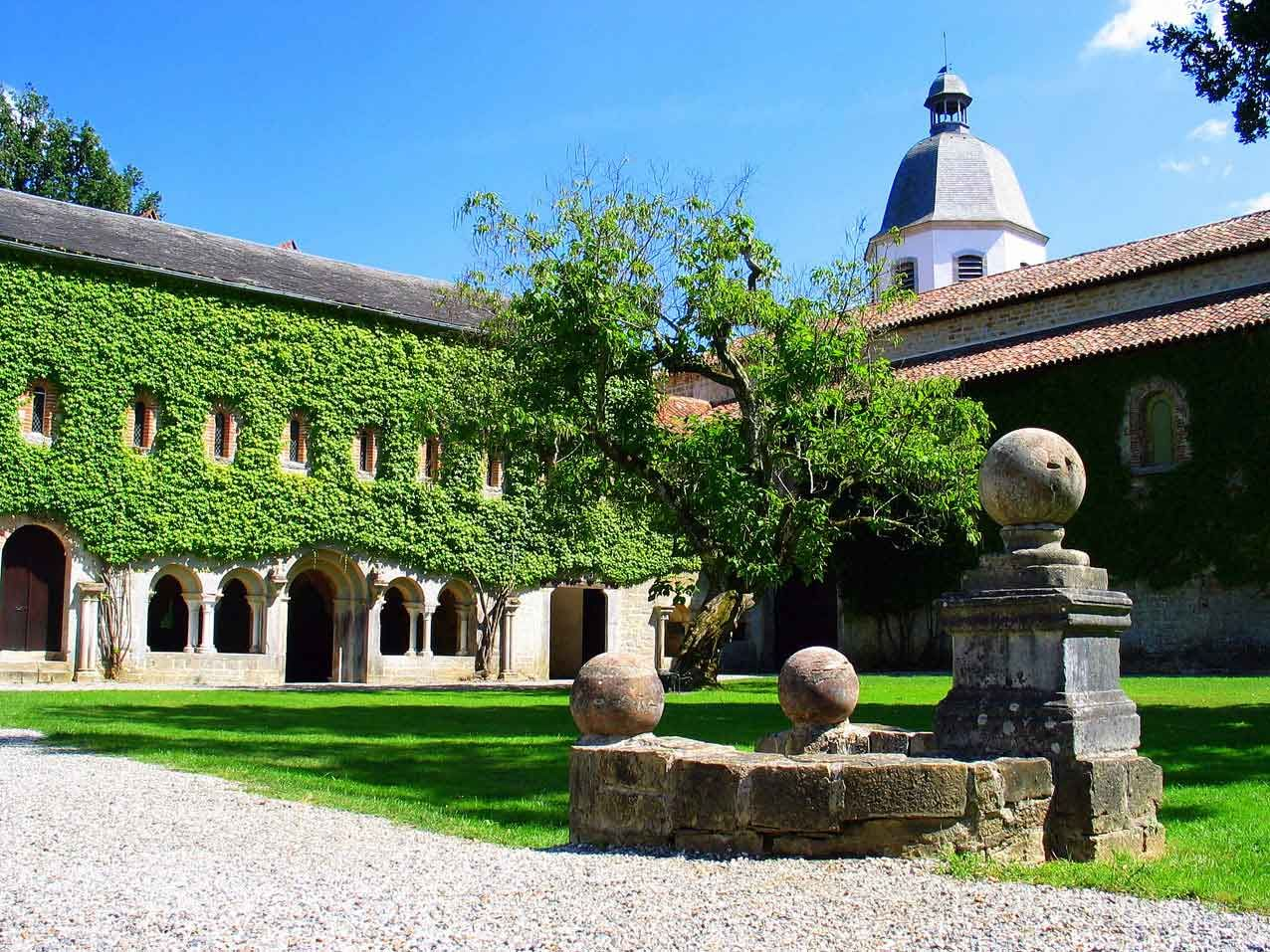
Abdij van Escaladieu in Bonnemazon, een van abdijen van de la Mothe

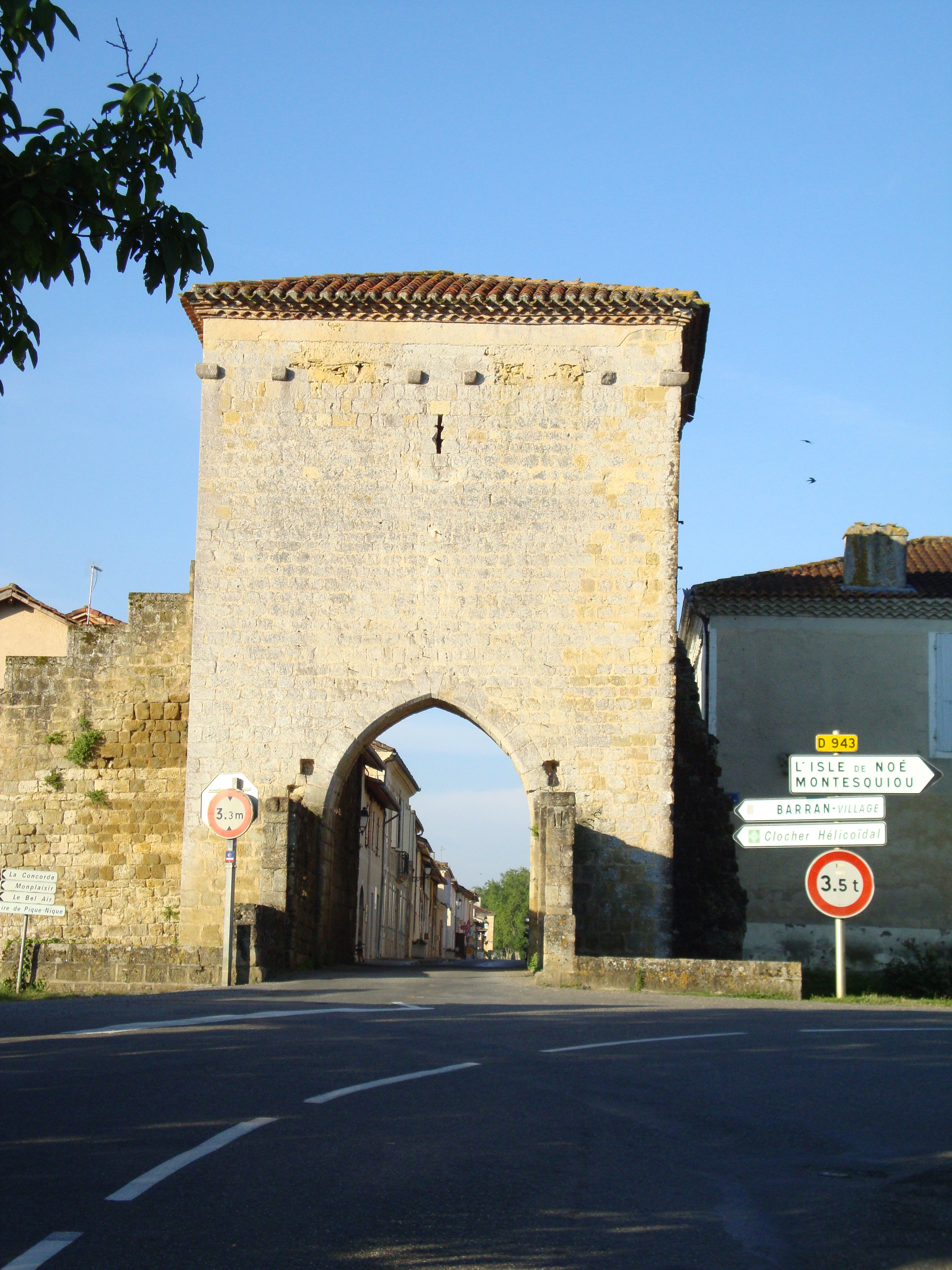
Zomerresidentie in Barran

Henri de La Mothe-Houdancourt (Houdancourt 1603 – Barran 24 februari 1684) was een Frans prelaat en hofkapelaan van koningin Anna van Frankrijk.

## Levensloop

### familie
De La Mothe was een zoon van ridder Philippes de la Mothe, heer van Houdancourt, heer van Sacy en Rucoin. De moeder van de la Mothe was Madeleine Maillard, derde vrouw van Philippes. Hij was een jongere broer van een andere bisschop en abt van Souillac, Daniel de La Mothe Duplessis Houdancourt.

### bisschop en aartsbisschop
De La Mothe was tientallen jaren bisschop, eerst bisschop van Rennes van 1642 tot 1661. Hij was vervolgens aartsbisschop van Auch van 1661 tot zijn dood in 1684. In beide bisdommen ontplooide de la Mothe zich als bouwheer. Als bisschop van Rennes werd hij bovendien kapelaan in de hofhouding van koningin Anna (1653). Zijn rol aan het hof werd evenwel overvleugeld door deze van kardinaal de Richelieu in de hofhouding van koning Lodewijk XIII en, nadien, door kardinaal Mazarin, vanuit de eigen hofhouding van koningin Anna. Koning Lodewijk XIV schonk aan de la Mothe het ereteken van commandeur in de Orde van de Heilige Geest (1661).

### abt
Als titulair abt had hij prebenden of inkomsten uit de volgende abdijen:
- de benedictijnerabdij Sainte-Marie van Souillac
- de cisterziënzerabdij van Froidmont
- de benedictijnerabdij Saint-Martial van Limoges
- de cisterziënzerabdij van Escaladieu

Ook hier in zijn abdijen liet hij regelmatig bouwwerken uitvoeren.

### overlijden
Hij stierf in 1684 in de zomerresidentie van de aartsbisschoppen van Auch gelegen in Barran, in de Pyreneeën. Hij werd begraven in de kathedraal van Auch.
- Bibliothèque nationale de France: cb13521693k (data)
- Gemeinsame Normdatei: 172630770
- International Standard Name Identifier: 0000 0000 0036 7647
- Système universitaire de documentation: 069007497
- Virtual International Authority File: 54304563